# Харисън (окръг, Тексас)
Вижте пояснителната страница за други значения на Харисън.
Окръг Харисън (на английски: Harrison County) е окръг в щата Тексас, Съединени американски щати. Площта му е 2370 km², а населението - 62 110 души (2000). Административен център е град Маршъл.